# ミズタガラシ
ミズタガラシ（水田芥子、学名: Cardamine lyrata）は湿地または水中に生えるアブラナ科の多年草で、日本（関東以西）を含む東アジア一帯に自生する。また、アクアリウムで観賞用に栽培され、学名のカルダミネ・リラタで通る
茎は太く稜があり、1本の高さ数十cmの直立茎と基部から出る匍匐茎がある。葉は奇数羽状複葉で互生し、頂小葉は大きく側小葉は小さい。匍匐茎では円形の頂小葉だけのこともある。花は直立茎の先に総状花序をなし、水中に生育する場合は水上に抽出する。直径1cm程度の白い十字花で、初夏に開花し、花後直立茎は倒れる。果実は秋に熟し、細長い莢状で翼のある種子を含む。アクアリウムなどの利用で増やしたい場合、さし芽を利用すると比較的容易に繁殖できる。
湿地や河川敷、田畑、池沼などに生息するが、オランダガラシ（クレソン）と生態的に競合するような種であり、近年は激減している。なお、タガラシ（キンポウゲ科、田枯らしの意味といわれる）と直接の関係はない。